# Крайні точки Мальти
Це список крайніх географічних точок Мальти

## Координати
- Північ: 36°04′55.7″ пн. ш. 14°14′10.7″ сх. д. / 36.082139° пн. ш. 14.236306° сх. д.
о. Гоцо,  муніципалітет Зеббудж
- Південь: 35°47′11.1″ пн. ш. 14°24′26.5″ сх. д. / 35.786417° пн. ш. 14.407361° сх. д.
о Фільфолетта, муніципалітет Зуррік
- Захід: 36°04′ пн. ш. 14°11′ сх. д. / 36.067° пн. ш. 14.183° сх. д.
о. Гоцо, муніципалітет Гарб
- Схід: 35°50′26″ пн. ш. 14°34′11″ сх. д. / 35.84056° пн. ш. 14.56972° сх. д.
о. Мальта, село Марсашлокк.

## Відносно рівня моря
- Найвища: пагорб Та-Дмейрек, (253 м), 35°50′45″ пн. ш. 14°23′47″ сх. д. / 35.84583° пн. ш. 14.39639° сх. д.
- Найнижча: середземноморське узбережжя.